# Turdus mandarinus
Turdus mandarinus é uma ave da família Turdidae, considerada uma subespécie do melro comum.

## Subespécies
- T. m. O mandarinus sua grande reprodução é na parte sul, centro e leste da China.  É um migrante parcial da cidade de Hong Kong tem registro em outro dois paises em Laos e Vietnã. O macho é preto e a fêmea é semelhante, mas muito mais clara nas partes inferiores.[2] É uma grande subespécie.
- T. m. sowerbyi, nomeado por James Sowerby, naturalista e ilustrador britânico, é do leste de Sichuan e Guizhou . É parcialmente migratório.